# CaptainSparklez
Jordan Maron (Los Ángeles, California, 10 de febrero de 1992), más conocido por su alias en Internet CaptainSparklez, es un yutubero, realizador de directos, jugador de videojuegos y músico estadounidense. Maron es conocido por realizar contenido relativo al videojuego indie Minecraft. Su canal principal tiene actualmente más de 11 millones de suscriptores al 11 de noviembre de 2020.
El primer canal de Maron, ProsDONTtalkSHIT, fue creado en febrero de 2010, en este canal, Maron jugó principalmente el videojuego Call of Duty: Modern Warfare 2. Maron creó otro canal, CaptainSparklez, en julio de 2010, subiendo Let's Plays de Minecraft y Call of Duty: Modern Warfare 2 antes de subir exclusivamente Minecraft .
Maron es un aficionado a la música electrónica, habiendo usado pistas del sello musical Monstercat en sus gameplays. El 27 de marzo de 2016 creó un canal de YouTube que llamó Maron Music, en el que subiría su música y la de otrosartistas a modo de promoción. "Moonbeam" fue el primero de los temas que se subió dichoso canal.
A principios de 2017, Maron comenzó a subir videos reaccionando a publicaciones en Reddit, los cuales ganaron popularidad en su momento, pero Maron decidió abandonar este tipo de formato, según el porque "no era lo que su audiencia principal disfrutaba", publicando este tipo de material en otro canal, Jordan Reacts.
En enero de 2020, Maron anunció una marca de ropa que el mismo patrocinaba, Quality Content Athletics.

## Primeros años
Maron nació en Los Ángeles, California. A los cuatro años, él y su madre se mudaron a Santa Bárbara. Maron asistió a la Universidad de California en Santa Bárbara, donde empezó su especialización en ingeniería química. Decidió cambiar su especialización a la ingeniería informática a mitad de su primer año, motivado por su gusto por los videojuegos. Después del primer trimestre de su segundo año, Maron abandonó la universidad, pasando a dedicarse enteramente a YouTube.

## Carrera
Maron es dueño de nueve canales en YouTube, siete de los cuales se encuentran inactivos. El 9 de febrero del 2010, Maron creó una cuenta llamada ProsDONTtalkSHIT, donde subiría gameplays de Call of Duty: Modern Warfare 2. Cuando su canal comenzó a ganar popularidad, Maron cambio su cuenta de ProsDONTtalkSHIT a CaptainSparklez el 20 de julio de 2010 según él, porque quería un nombre "menos vulgar".
En 2016, Maron apareció en una lista de la revista estadounidense Forbes, titulada 30 Under 30.

## Discografía

### Revenge
El 19 de agosto de 2011, Maron publicó una parodia de la canción DJ Got Us Fallin 'in Love, que tituló Revenge. La canción tiene más de 200 millones de visitas en YouTube, siendo el video con más visitas en el canal CaptainSparklez.
En julio de 2019, la canción se volvió un meme de Internet titulado Creeper, Aw Man. Esta popularización llevó a la canción a aparecer en múltiples rankings, como una de las más escuchadas del momento.

### Autopublicaciones

#### Sencillos
| Año  | Título                                              |
| ---- | --------------------------------------------------- |
| 2014 | Work in Progress Thing That Probably Sucks, I Dunno |
| 2016 | Moonbeam                                            |
| 2016 | Once Upon a Time                                    |
| 2017 | Crusade                                             |
| 2017 | Midnight Drive                                      |
| 2018 | Turn It Up (ft. TryHardNinja)                       |

#### Remixes
| Año  | Título              | Artista                                |
| ---- | ------------------- | -------------------------------------- |
| 2016 | Rockabye            | Clean Bandit ft. Sean Paul, Anne-Marie |
| 2017 | Take Back the Night | TryHardNinja                           |
| 2017 | Closer              | The Chainsmokers ft. Halsey            |
| 2017 | Stay                | Zedd, Alessia Cara                     |

## Premios
- Nominación a los Shorty Awards de 2016[27]